# Ronde van Guatemala (mannen)
De Ronde van Guatemala (Spaans: Vuelta a Guatemala) is een jaarlijkse Guatemalteekse wielerwedstrijd. De wedstrijd maakt deel uit van de UCI America Tour een heeft een classificatie van 2.2. De wedstrijd wordt georganiseerd door de Guatemalteekse wielerbond, Federación Guatemalteca de Ciclismo.
De wedstrijd is het qua bezoekersaantallen het grootste sportevenement van het land en vindt plaats rond eind oktober, begin november. De eerste editie werd gewonnen door de Guatemalteek Jorge Surqué. De eerste vier jaar zouden alleen Guatemalteken en Colombianen de wedstrijd winnen, tot Esteban Martín Jimenez uit Spanje in 1962 de wedstrijd won. Anno 2014 hebben Colombianen de etappekoers het vaakst gewonnen: 24 keer.
De wedstrijd had tussen 2002 en 2004 een classificatie van 2.5. Sinds 2005 is de classificatie lager, 2.2.
De winnaar van 2004, Lizandro Ajcú, werd gediskwalificeerd vanwege een positieve dopingtest. Uiteindelijk zouden van het eindklassement van dat jaar de gehele topvier en nog vijf andere renners worden gediskwalificeerd vanwege positieve dopingtesten.
Vanwege orkaan Stan werd de race in 2005 afgelast. De orkaan zorgde voor 1500 doden in het land, samen met hevige overstromingen en modderstromen, enkele weken voor het begin van de koers.